# Atomrechtliche Sicherheitsbeauftragten- und Meldeverordnung
Die Atomrechtliche Sicherheitsbeauftragten- und Meldeverordnung (AtSMV) ist eine Verordnung der deutschen Bundesregierung, die insbesondere auf § 12 Abs. 1 Nr. 7 Atomgesetz basiert.
Die Betreiber der Kernkraftwerke oder ähnlicher Einrichtungen in der Bundesrepublik Deutschland sind verpflichtet, Unfälle, Störfälle oder sonstige, für die kerntechnische Sicherheit bedeutsame Ereignisse gemäß einem bundeseinheitlichen Gesamtkonzept der Aufsichtsbehörde zu melden.
Meldepflichtigen Ereignisse werden dabei entsprechend der ersten Einschätzung durch den Betreiber einer Anlage unterschiedlichen Meldekategorien  Meldekategorien zugeordnet. Dabei wird zwischen Sofortmeldung, Eilmeldung, Normalmeldung und Ereignissen vor Inbetriebnahme unterschieden.
Wann ein Unfall oder eine Störung meldepflichtig gegenüber der Aufsichtsbehörde ist, wird in den Anlagen der AtSMV vorgegeben. Eine Meldung muss auch an Behörden, die für Sicherheit und Ordnung sowie den Katastrophenschutz zuständig sind, erfolgen, wenn die Bevölkerung gefährdet wird.
Die AtSMV dient der Weitergabe von sicherheitsrelevanten Informationen an die Aufsichtsbehörden und andere Kernkraftwerke. Damit wird sichergestellt, dass die Aufsichtsbehörden nach Bewertung dieser Informationen bei einem eventuellen Gefahrenpotential Prüfungen einleiten oder Maßnahmen veranlassen können. Das können Änderungen der Zulassung von Bauteilen, Aktualisierung von Betriebsunterlagen oder auch die Anordnung besonderer Untersuchungen sein. Die anderen Kernkraftwerke nutzen diese Informationen für eine Übertragbarkeitsprüfung auf Relevanz in der eigenen Anlage und können dadurch vorbeugend tätig werden. Man lernt so aus den Erfahrungen Anderer und kann seine eigene Anlagensicherheit erhöhen. Vorkehrungen gegen Wiederholung werden so in ganz Deutschland wirksam. Ein ähnliches Verfahren gibt es unter anderem auch in der Luftfahrtindustrie und in der Automobilbranche, wenn auch dort nicht gesetzlich vorgeschrieben.
Diese Informationsweitergabe wird oft mit der Anzahl von Pannen, Zwischenfällen oder Störfällen gleichgesetzt. Das ist falsch. Eine Bewertung von Störungen und Unfällen erfolgt in der Internationalen Bewertungsskala für nukleare Ereignisse (INES) der Internationalen Atomenergieorganisation (IAEO).
Im Jahr 2006 wurden zum Beispiel alle meldepflichtigen Ereignisse in Deutschland (über 100 Stück) nach INES 0 (unterhalb der Skala – keine oder sehr geringe sicherheitstechnische Bedeutung) eingestuft.

## Inhalt
Die Atomrechtliche Sicherheitsbeauftragten- und Meldeverordnung ist folgendermaßen aufgebaut:
1. Abschnitt: Anwendungsbereich
2. Abschnitt: Kerntechnischer Sicherheitsbeauftragter
3. Abschnitt: Meldungen von Unfällen, Störfällen und sonstigen Ereignissen
4. Abschnitt: Bußgeldvorschriften
5. Abschnitt: Schlussvorschriften
Anlagen
- Anlage 1 – Meldekriterien für meldepflichtige Ereignisse in Anlagen nach § 7 des Atomgesetzes zur Spaltung von Kernbrennstoffen zur gewerblichen Erzeugung von Elektrizität
- Anlage 2 – Meldekriterien für meldepflichtige Ereignisse in Anlagen nach § 7 des Atomgesetzes der Kernbrennstoffversorgung und -entsorgung
- Anlage 3 – Meldekriterien für meldepflichtige Ereignisse in Anlagen nach § 7 des Atomgesetzes zur Spaltung von Kernbrennstoffen, die überwiegend Forschungszwecken dienen
- Anlage 4 – Meldekriterien für meldepflichtige Ereignisse in Anlagen in Stilllegung nach § 7 Absatz 3 des Atomgesetzes
- Anlage 5 – Meldekriterien für meldepflichtige Ereignisse bei Aufbewahrungen nach § 6 des Atomgesetzes
- Anlage 6 – Meldekriterien für meldepflichtige Ereignisse in Einrichtungen der Entsorgung radioaktiver Abfälle nach § 9 des Atomgesetzes oder § 12 Absatz 1 Nummer 3 des Strahlenschutzgesetzes
- Anlage 7 – Meldekriterien für meldepflichtige Ereignisse in nach § 9b des Atomgesetzes zugelassenen Anlagen und der Schachtanlage Asse II